# Phili J. Viehoff
Philippine Johanna „Phili” Viehoff (ur. 8 czerwca 1924 w Zwolle, zm. 1 czerwca 2015 w Haren) – holenderska polityk, członkini Partii Pracy, posłanka do Parlamentu Europejskiego I i II kadencji.

## Życiorys
P. Viehoff w latach 1945–49 pracowała jako opiekunka do dzieci. W 1953 roku została zatrudniona w redakcji gazety „Het Parool” jako grafik zdjęć. W 1974 roku objęła stanowisko członka Rady Miejskiej w Hoevelaken oraz członka rady prowincji Geldria. Funkcje te pełniła do 1977 roku.
W latach 70. i 90. była aktywna w ruchu Rooie Vrouwen (Czerwonych Kobiet) – feministycznej organizacji będącej częścią holenderskiej Partii Pracy.
W 1979 roku została wybrana na posła do Parlamentu Europejskiego, zastępując zmarłego Anne Vondeling i dołączyła do frakcji Europejskich Socjalistów. Będąc eurodeputowaną początkowo zasiadała w Komisji ds. Młodzieży, Kultury, Edukacji i Sportu (1980–84). Od 1983 do 1989 roku była członkiem Delegacji ds. stosunków z Japonią. W latach 1983-89 zasiadała również w Komisji ds. Energii, Badań Naukowych i Technologii. Promowała koncepcję biotechnologii, jako technologii zdolnej przynieść ogromne korzyści społeczeństwu, np. w postaci szczepionek przeciwko malarii. Jedną z jej publikacji był, przedstawiony w 1987 roku, raport pt. „Biotechnologia w Europie: potrzeba zintegrowanej polityki”.
Zmarła w 2015 roku w Haren.